# Jaylin Smith
Jaylin Smith (Palmdale, 5 novembre 2003) è un giocatore di football americano statunitense che milita nel ruolo di cornerback per gli Houston Texans della National Football League (NFL).

## Carriera universitaria
Nelle sue prime tre stagioni a USC dal 2021 al 2023, Smith disputò 33 partite, totalizzando 123 tackle, 2 sack, 4 passaggi deviati, un intercetto e 2 fumble forzati. Nell'Holiday Bowl 2023 fu nominato uno dei migliori giocatori della partita dopo avere fatto registrare 12 placcaggi nella vittoria su Louisville. Nella settimana 6 della stagione 2024 Smith fece registrare 4 placcaggi nella sconfitta contro Minnesota. A fine stagione fu inserito nella terza formazione ideale della Big Ten Conference e fu invitato al Senior Bowl.

## Carriera professionistica

### Houston Texans
Smith fu scelto nel corso del terzo giro (97º assoluto) del Draft NFL 2025 dagli Houston Texans.

## Vita privata
Dal 2021 Smith ha una relazione con la ginnasta statunitense Sunisa Lee.